# Queqiao-2
Queqiao-2 (in cinese: 鹊桥二号, pinyin: què qiáo èr hào) è un satellite per le comunicazioni in orbita lunare che l'Agenzia spaziale cinese (CNSA) ha lanciato il 20 marzo 2024. Il suo scopo principale è di supportare le missioni di esplorazione della faccia nascosta della Luna, a cominciare dalla futura missione di ritorno del campione lunare Chang'e 6, che dovrebbe atterrare sul lato nascosto della Luna nel 2024. In seguito supporterà altre missioni del programma lunare cinese. Il nome Queqiao deriva dalla mitologia cinese, dove rappresenta il ponte formato dagli uccelli attraverso la Via Lattea. Il satellite Queqiao-2 è il successore del satellite Queqiao, che ha supportato la missione Chang'e 4, la prima missione ad atterrare sul lato nascosto della Luna.

## Descrizione

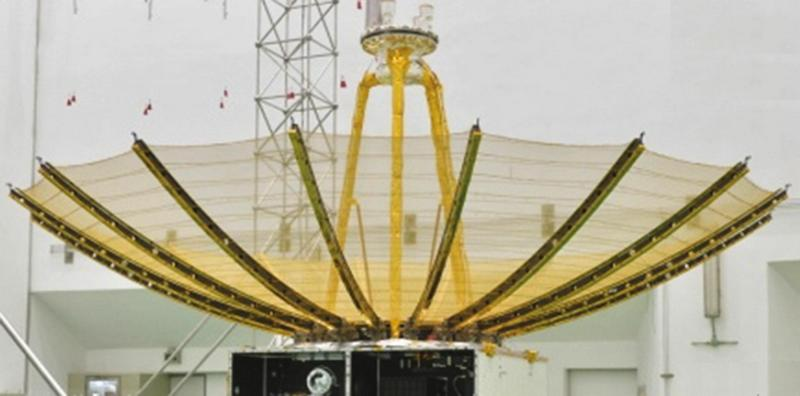
L'antenna da 4,2 metri del satellite Queqiao-2

Queqiao-2 ha una massa di circa 1200 kg ed è dotato di un'antenna parabolica di 4,2 metri di diametro per la trasmissione dei segnali verso la Luna e di un'antenna di 0,6 metri di diametro per le trasmissioni verso la Terra. Il satellite sarà inoltre dotato di tre strumenti scientifici:
- una telecamera all'ultravioletto estremo;[4][5]
- un rilevatore di atomi neutri, per l'osservazione della magnetosfera terrestre, in particolare della coda magnetica;[4][5]
- un ricevitore per l'interferometria a lunghissima base; il piano è utilizzarlo assieme a telescopi terrestri per sia per l'osservazione di sorgenti radio al di fuori della Via Lattea sia per il rilevamento della posizione di satelliti cinesi impegnati in missioni nel sistema solare.[4][5]

Queqiao-2 servirà da ponte radio e permetterà la comunicazione tra la Terra e le missioni sul lato nascosto della Luna, che non possono comunicare direttamente con la Terra in quanto non in linea di vista. Inoltre aiuterà le missioni lunari future a navigare e ad atterrare sulla Luna.
Queqiao-2 è un passo importante per il programma di esplorazione lunare cinese. Permetterà alla Cina di condurre missioni più complesse sul lato nascosto della Luna e al polo sud, e non solo, e di raccogliere dati scientifici preziosi. Inoltre, Queqiao-2 è un esempio della crescente collaborazione internazionale nello spazio. La Cina ha collaborato con l'Agenzia Spaziale Europea (ESA) per lo sviluppo di alcuni degli strumenti scientifici a bordo del satellite.

### Orbita
Sebbene il primo Queqiao abbia il vantaggio di trasmettere comunicazioni costanti da e verso il lato nascosto della Luna, aiutato dalla rete dello spazio profondo cinese, è svantaggioso in termini di propellente, poiché le orbite halo attorno ai punti lagrangiani L1 e L2 del sistema Terra-Luna sono intrinsecamente instabili e il satellite consuma quindi 80 g di carburante per una piccola manovra di correzione dell'orbita ogni 9 giorni circa. Pertanto, per Queqiao 2 è stata scelta un'orbita ellittica congelata attorno alla luna stessa, nella quale ha un contatto visivo con la luna per ben otto ore, cioè due terzi del suo periodo orbitale di 12 ore, poiché l'apice del suo perilunio si trova sopra la regione polare meridionale della faccia nascosta della Luna.
Poiché Chang'e 6 trascorrerà solo due giorni sulla superficie lunare, il satellite verrà prima posto in un'orbita molto ampia con un periodo orbitale di 24 ore dopo l'arrivo sulla Luna, frenando nel punto più vicino alla Luna ed entrando in un'orbita di parcheggio temporaneo. Durante la fase cruciale della raccolta del campione (Chang'e 5 impiegò 17 ore), ci sarà una linea di vista costante dal satellite alla sonda e alla Terra. Successivamente, Queqiao-2 verrà portato nell'orbita operativa vera e propria. Dopo aver raggiunto questa orbita di 300 × 8600 km di altitudine, inclinata di 54,8° rispetto all'equatore, non sono necessarie ulteriori manovre di correzione dell'orbita per un periodo di ben 10 anni, cioè in linea con la durata di vita prevista del satellite.

## Missione
Il lancio di Queqiao-2 è stato effettuato il 20 marzo 2024 alle ore 00:31 UTC mediante un razzo vettore Lunga Marcia 8 dal Centro spaziale di Wenchang. Il satellite entrerà in un'orbita chiamata ELFO, Elliptical Lunar Frozen Orbit. Dopo circa 40 minuti dal lancio il satellite ha eseguito la manovra di inserzione translunare e si è inserito in una traiettoria di trasferimento verso la Luna
La missione iniziale di Queqiao-2 è fornire supporto per la comunicazione tra Chang'e 6 e la Terra. Dopo che Chang'e 6 avrà completato la sua missione, adatterà la sua orbita per fornire servizi per Chang'e-7, Chang'e-8 e successive missioni di esplorazione lunare. In futuro, Queqiao-2 lavorerà anche con Chang'e 7 e Chang'e 8 per costruire l'International Lunar Research Station.
Il 12 aprile 2024, la CNSA ha annunciato che Queqiao-2 aveva completato con successo i test di comunicazione in orbita con Chang'e 4 sul lato nascosto della Luna e con la sonda Chang'e 6 a terra e che sarà lanciata nel giugno 2024. Il satellite è entrato nell'orbita prevista il 2 aprile dopo una correzione di traiettoria e una manovra orbitale attorno alla Luna.